# Agathe-Christine de Hanau-Lichtenberg
La comtesse Agathe Christine de Hanau-Lichtenberg (23 septembre 1632 à Buchsweiler (maintenant Bouxwiller en France) – 5 décembre 1681 à Strasbourg (aujourd'hui à Strasbourg, en France); enterrée à Lützelstein (maintenant La Petite-Pierre, France)), fille du comte Philippe-Wolfgang de Hanau-Lichtenberg (1595-1641) et de son épouse, la comtesse Jeanne d'Oettingen-Oettingen (1602-1639).
Agathe Christine est décédée le 5 décembre 1681 et, comme nombre de ses enfants et, plus tard, son mari, elle a été enterrée dans l'église paroissiale de Lützelstein.

## Mariage et descendance
Elle a épousé le 4 juillet 1648 à Bischweiler le Comte palatin Léopold-Louis de Palatinat-Veldenz (1er février 1623 – 29 septembre 1694) à Strasbourg et enterré dans Lützelstein). Ils ont eu les enfants suivants:
1. Fille mort-née (1649-1649 dans Lauterecken)
2. Anne-Sophie (20 mai 1650 dans Lauterecken – 12 juin 1706 à Morchingen (maintenant Morhange, France), d'ailleurs enterré à Lützelstein)
3. Gustave-Philippe (17 juillet 1651 à Lauterecken – 24 août 1679, assassiné à Lauterecken; inhumé dans l'église Luthérienne de Lauterecken)
4. Élisabeth-Jeanne de Veldenz (22 février 1653 à Lauterecken – 5 février 1718 à Morchingen; enterré à Diemeringen), marié le 27 juillet 1669 à Jean XI de Salm-Kyrburg (d. 16 septembre 1688 à Flonheim; inhumé dans l'église de la ville dans Kirn)
5. Christine (29 mars 1654 à Lauterecken – 18 février 1655 à Lützelstein)
6. Christine-Louise (11 novembre 1655 à Lützelstein – 14 avril 1656, ibid.)
7. Christian-Louis (5 octobre 1656 de Lützelstein – 15 avril 1658, ibid.)
8. Dorothée de Palatinat-Veldenz (16 janvier 1658 à Lützelstein – 17 août 1723 à Strasbourg; inhumé dans l'église paroissiale de Lützelstein), marié le 10 juillet 1707 à Deux-Ponts au Comte Palatin du Rhin Gustave Samuel Léopold de Palatinat-Deux-Ponts (1670-1731), divorcés le 23 avril 1723
9. Léopold-Louis (14 mars 1659 à Lützelstein – 17 mars 1660 à Lützelstein; enterré à Lützelstein)
10. Charles-George (27 mai 1660 à Lützelstein – 3 juillet 1686 à l'extérieur de Budapest)
11. Agathe-Éléonore (29 juin 1662 à Lützelstein – 1er janvier 1664, ibid.)
12. Auguste-Léopold (22 décembre 1663 à Lützelstein – 9 septembre 1689 à l'extérieur de Mayence), était un colonel de l'armée bavaroise, et a été enterré dans l'église St John à Hanau